# Nothorhina punctata
Nothorhina punctata (лат.) — вид жуков-усачей из подсемейства спондилидин. 

## Описание
Личинки развиваются внутри коры сосны, не повреждая флоэму, поэтому не происходит выделения живицы в ходы. Жуки тёмно-бурой окраски. Длина тела имаго 6—12 мм. Жизненный цикл длится два года. Взрослые личинки длиной около 14-16 мм. Жуки летают в июне и июле.

## Распространение
Распространён в Европе, Западной Сибири, также был отмечен в Японии.